# Andreas Karlstadt
Andreas Rudolff Bodenstein von Karlstadt, aportuguesado Andréas Carlostádio (Karlstadt, Francônia, 1486 — Basileia, 24 de Dezembro de 1541), foi teólogo e reformador alemão o primeiro a fundar a teologia do batismo. Estudou filosofia e teologia nas Universidades de Erfurt (1499) e Colônia (1503), e tornou-se professor de teologia da Universidade de Wittenberg (1505-1522) onde também foi chanceler (1511). Martinho Lutero recebeu seu diploma de doutorado em 1512 das mãos de Karlstadt em Wittenberg. Em 1515-16, estudou em Roma, onde conseguiu seu diploma em direito civil e canônico (utriusque juris) na Universidade Sapienza.
Por volta de 1515, Karlstadt propôs um escolasticismo modificado. Ele era um clérigo secular sem laços oficiais com qualquer ordem monástica. Suas ideias foram testadas durante sua permanência em Roma, onde ele alega ter visto a corrupção em larga escala dentro da Igreja Católica Romana, num documento datado de 16 de setembro de 1516 onde ele apresenta 151 teses. Essas teses não devem ser confundidas com as 95 teses de Lutero apregoadas em 1517, que atacavam as indulgências.
Em 15 de junho de 1520, o Papa Leão X emite a bula Exsurge Domine que ameaçava Lutero e Karlstadt com a excomunhão, além de condenar várias outras teses. Ambos os reformadores permaneceram firmes em seus propósitos e a excomunhão seguiu-se a bula papal Decet Romanum Pontificem. Depois da Dieta de Worms, entre janeiro e maio de 1521, e enquanto Lutero se escondia no Castelo de Wartburg, Karlstadt trabalha na reforma em Wittenberg. No natal do ano 1521, ele realizou a primeira missa nos moldes da reforma. Não deu ênfase aos elementos da comunhão, usou roupas seculares durante a missa e eliminou todas as referências do sacrifício ditas na missa tradicional. Disse em voz alta as Palavras da Consagração "Este é o meu corpo (...)" em alemão ao invés do latim, rejeitou a confissão como pré-requisito para a comunhão, permitindo aos comungantes fazerem uso do pão e do vinho por conta própria durante a comunhão. 
Karlstadt defendeu a observância do sábado, o sétimo dia da semana, como dia santo ao Senhor. Martinho Lutero divergiu dele pois acreditava que os cristãos eram livres para observarem qualquer dia da semana, desde que uniformemente. Sua defesa do sábado, e de outros entre os anabatistas, fez com que fosse censurado como judeu e herético.
No início de janeiro de 1522, o conselho da cidade de Wittenberg autorizava a remoção das imagens das igrejas e confirmava as mudanças introduzidas por Karlstadt no dia do natal. Em 19 de janeiro desse ano, Karlstadt se casou com Anna von Mochau, uma jovem de quinze anos filha de um nobre. No dia 20 de janeiro, os governos imperiais e o Papa ordenaram que Frederico, o Sábio, abolisse as modificações introduzidas. Frederico permitiu que a maior parte da missa fosse revertida para os rituais católicos, porém, numa carta ao Conselho de Wittenberg, ele reafirmava suas simpatias por Karlstadt.

## Obras
- Defensio Ioan. Eckii Contra Amarvlentas D. Andreae Bodenstein Carolstatini ... - 1518
- Contra D. Jo. Eckium ... apologeticae propositiones pro ... Martino Luther - 1518
- Epitome Andreae Carolostadii de impii iustificatione, quam non male ad ... - 1519
- Epitome Andree Carolostadij De impij iustificatione, quam non male ad ... - 1519
- Sobre o cânone das escrituras (em Latim, 1520; em alemão, 1521-2)
- De Canonicis Scripturis Libellus - 1520
- Verba Dei Quanto candore & qu(am) syncere praedicari, quantaq(ue ... - 1520
- De Coelibatu monachatu et viduitate - 1521
- Von Gelübdten Underrichtung - 1521
- Vom Abtuhung der Bilder, (Sobre a abolição das imagens, 1522)
- ubmcar - 1522
- Byt vnd vermanu(n)g an Doctor Ochßenfart Endreßen Boden. Von Carolstatt - 1522
- Propositiones Wittembergae vira voce tractatae, in hocque pleraeque aeditae ... - 1522
- Predig zu Wittenberg von Empfahung des hailigen Sacraments - 1522
- Missa de nuptiis Andrea Carolostadii - 1523
- Letter from the Community of Orlamünde to the people of Allstedt, on how Christians ought to fight., (Wittenberg: 1524).
- Vrsachen das Andreas Carolstat ain zeyt still geschwigen, Vonn rechter ... - 1524
- Von dem Sabbat und gebotten Feyertagen - 1524
- Von Engelen vnd Teüf-felen ein Sermon - 1524
- Vom dem Tauff (Sobre o batismo)